# Bombdådet i Eskilstuna tingsrätt 1996
Bombdådet i Eskilstuna tingsrätt 1996 inträffade den 12 juni 1996 
när gärningsmannen Leif Roland Borg sprängde sig själv till döds under 
pågående förhandling i sal tre i Eskilstuna tingsrätt på Rademachergatan i centrala Eskilstuna.
Advokaten till Borgs exhustru fick svåra skador av explosionen och miste en hand och ena ögat. Exhustrun chockskadades svårt medan både tingsrättens protokollförare samt lagmannen Göran Ewerlöf lyckades undkomma utan skador.